# Internationale Cricket-Saison 1967/68
Die internationale Cricket-Saison 1967/68 fand zwischen November 1967 und März 1968 statt. Als Wintersaison wurden vorwiegend Heimspiele der Mannschaften aus Südasien, der Karibik und Ozeanien ausgetragen.

## Überblick

### Internationale Touren
| Beginn            | Heimteam    | Auswärtsteam | Resultate | Artikel |
| Beginn            | Heimteam    | Auswärtsteam | Test      | Artikel |
| ----------------- | ----------- | ------------ | --------- | ------- |
| 23. Dezember 1967 | Australien  | Indien       | 4–0 [4]   | Artikel |
| 19. Januar 1968   | West Indies | England      | 0–1 [5]   | Artikel |
| 19. Februar 1968  | Neuseeland  | Indien       | 1–3 [4]   | Artikel |

## Nationale Meisterschaften
Aufgeführt sind die nationalen Meisterschaften der Full Member des ICC.
| Land                  | First-Class              |
| --------------------- | ------------------------ |
| Australien            | Sheffield Shield 1967/68 |
| Indien                | Ranji Trophy 1967/68     |
| Duleep Trophy 1967/68 |                          |
| Irani Cup 1967/68     |                          |
| Neuseeland            | Plunket Shield 1967/68   |
| Pakistan              | Ayub Trophy 1967/68      |
| Südafrika             | Currie Cup 1967/68       |